# Henri Emmanuelli
Henri Emmanuelli (Eaux-Bonnes, 1945. május 31. – Bayonne, 2017. március 21.) francia politikus.
1992. január 22. és 1993. április 1. között a francia nemzetgyűlés elnöke volt. 1994. június 19. és 1995. október 14. között a Szocialista Párt első titkáraként tevékenykedett.